# Поліциклічна група
Поліциклічна група — група, що має поліциклічний ряд, тобто субнормальний ряд з циклічними факторами.

## Властивості
- Клас поліциклічних груп тотожний класу розв'язних груп з умовою максимальності для підгруп;
  - він замкнутий щодо переходу до підгруп, факторгруп і розширень.
- Число нескінченних факторів у будь-якому поліциклічному ряді — інваріант поліциклічної групи (поліциклічний ранг).
- Будь-яка поліциклічна група ізоморфно вкладається в групу матриць над кільцем цілих чисел; це дозволяє застосовувати в теорії поліциклічних груп методи алгебраїчної геометрії.
- У всякій групі добуток двох локально поліциклічних нормальних підгруп — локально поліциклічна підгрупа.